# Palatia-Radweg

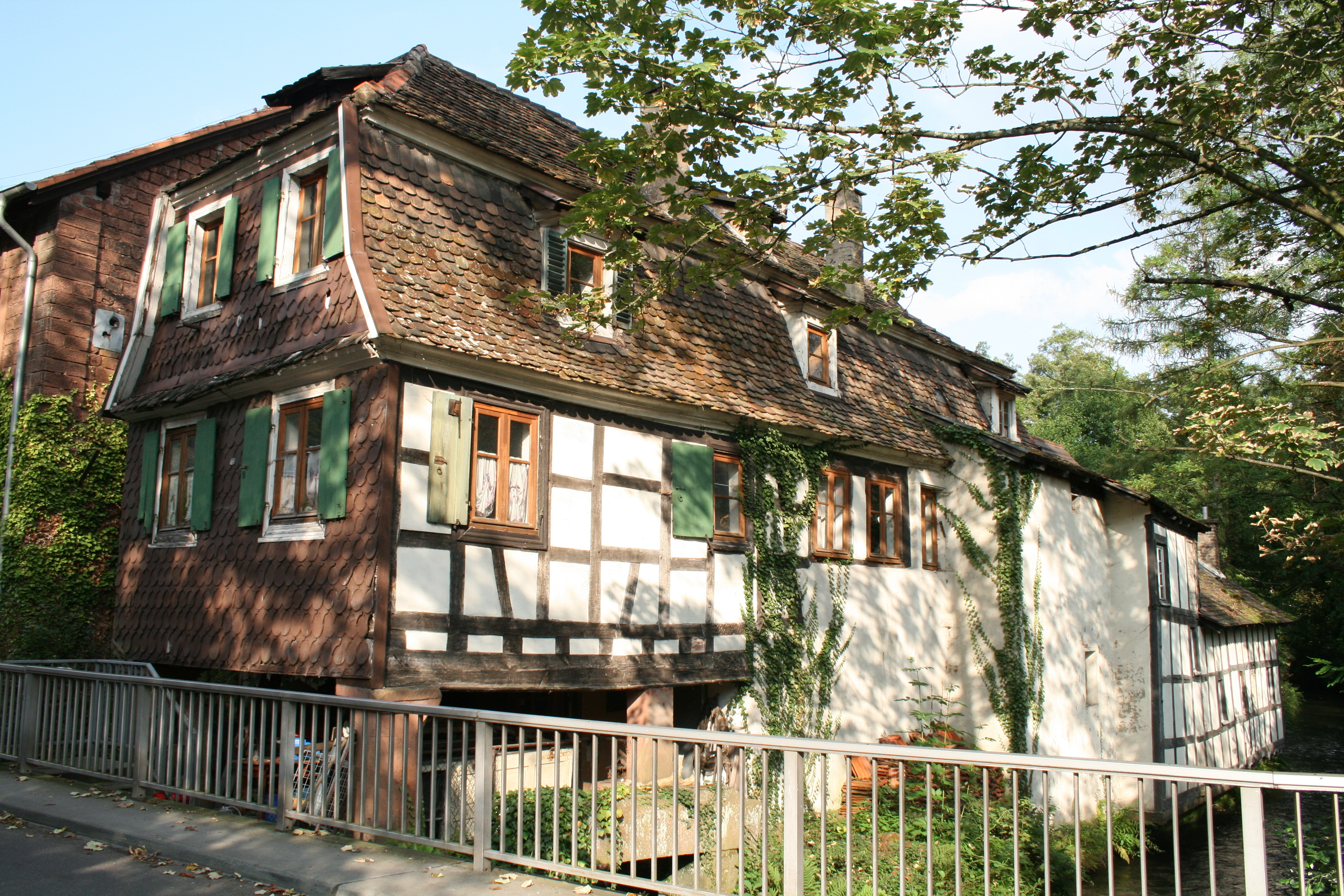
Untermühle in Lambrecht am Palatia-Radweg

Der Palatia-Radweg ist ein Radwanderweg in der Pfalz.

## Name
Der Name des Radwegs ist der lateinische Begriff für die Pfalz; damit nimmt er auf die Tatsache Bezug, dass er sich auf gesamter Länge innerhalb dieser Region befindet.

## Verlauf
Der Radweg beginnt am Speyerer Dom. Zunächst führt er nach Westen durch die Innenstadt von Speyer. Danach streift er den östlichen Ortsrand von Dudenhofen. Im Anschluss führt er für mehr als zehn Kilometer - erneut nach Westen führend – durch den Speyerer Wald durch größtenteils unbesiedeltes Gebiet; eine Ausnahme stellt die zu Haßloch gehörende Fronmühle dar. 
An dessen westlichen Ende verläuft er mehrere hundert Meter nördlich des Siedlungsgebiets von Lachen-Speyerdorf und durchquert danach das Naturschutzgebiet Rehbachwiesen-Langwiesen. Danach führt er durch die Innenstadt von Neustadt an der Weinstraße, vorbei an der Stiftskirche. Ab dem westlichen Stadtrand verläuft er für die Strecke von rund einem Kilometer unmittelbar parallel zur Bundesstraße 37. 
Im Anschluss streift er den Siedlungsrand der Ortsgemeinde Lindenberg. Am östlichen Rand der Stadt Lambrecht wechselt er auf die Wiesenstraße, um nach einem Kilometer zunächst nach Norden abzubiegen; dabei überquert er im Bereich der Untermühle den Speyerbach. Schließlich führt er schlangenförmig am Lambrecht vorbei, um an dessen Westkopf über die Gleise der Bahnstrecke Mannheim–Saarbrücken zu enden.